# In angenehmer Gesellschaft
In angenehmer Gesellschaft ist eine US-amerikanische Filmkomödie aus dem Jahr 1961. Sie basiert auf dem 1958 uraufgeführten Bühnenstück In bester Gesellschaft (Originaltitel: The Pleasure of His Company) von Cornelia Otis Skinner und Samuel A. Taylor, der auch das Drehbuch verfasste.

## Handlung
Pogo Poole ist ein internationaler Playboy, der sich seit 15 Jahren auf der ganzen Welt herumgetrieben hat. Als seine Tochter Jessica heiratet, taucht er plötzlich wieder bei seiner Familie in San Francisco auf. Seine Ex-Frau Katharine ist mittlerweile mit Jim Dougherty verheiratet. Jessica ist hocherfreut, den Vater wiederzusehen, und ist hingerissen von seinem Charme und seiner Weltgewandtheit. Katharine befürchtet jedoch das Schlimmste, vor allem fürchtet sie, dass Pogo die Hochzeit mit dem etwas dumpfen und naiven, aber sehr reichen Rancher Roger Henderson verhindern will. Jessica erkennt auch sehr schnell, dass Henderson im Vergleich zu ihrem Vater nur wenig Format hat und die Beziehung beginnt zu kriseln. Als sie dann sogar bekannt gibt, dass sie die Hochzeit absagt, scheint die Katastrophe da und Pogo am Ziel. Pogo reagiert nur anders, als alle es erwartet haben. Er sorgt dafür, dass Jessica und Roger wieder zusammenfinden und die Hochzeit doch stattfinden kann. Am Tag nach der Hochzeit verschwindet er wieder.

## Kritiken
„Locker-amüsante Unterhaltung mit geschickt gesetzten Pointen.“

## Auszeichnungen
Fred Astaire wurde 1962 für einen Golden Globe Award in der Kategorie Bester Hauptdarsteller in einer Komödie nominiert. Der Film nahm außerdem am Wettbewerb der Internationalen Filmfestspiele von Berlin 1961 teil.